# Łuk triumfalny w Chieri
Łuk triumfalny w Chieri (wł. Arco Trionfale di Chieri) – łuk triumfalny znajdujący się w centrum włoskiego miasta Chieri (Piemont), nad głównym deptakiem Via Vittorio Emanuele II, przy Piazza Umberto I (Piazza delle Erbe).

## Historia i architektura
Obiekt został wzniesiony w miejscu innego, tymczasowego, wybudowanego w 1580, na cześć księcia Karola Emanuela I Sabaudzkiego i jego żony Katarzyny Habsburg, córki króla Hiszpanii Filipa II. Autorem projektu był inżynier Giovanni Battista Ripa (lub Riva), który zbudował również bliźniaczy łuk na piazza di Savigliano. Budynek w stylu manierystycznym był w historii wielokrotnie przebudowywany. W drugiej połowie XVIII wieku dwaj architekci, najpierw Vittone (1761), a następnie Mario Ludovico Quarini (1785), przeprowadzili prace restauracyjne. Łuk został uszkodzony podczas buntu ludowego pod koniec XVIII wieku. Usunięto wówczas  elementy rojalistyczne. W XIX wieku odrestaurowano go i dodano zegar (1837). Inskrypcja informuje o radości mieszkańców Chieri z powodu narodzin następcy tronu książęcego. Podczas renowacji odsłonięto częściowo alegoryczne postacie obfitości i sprawiedliwości. Pod łukiem umieszczona jest tablica z 1911 z wyobrażeniem czterech postaci: Wiktora Emanuela II, Camillo Cavoura, Giuseppe Garibaldiego i Giuseppe Mazziniego. Stiukowe płaskorzeźby przedstawiają herb Sabaudii na fasadzie od strony placu i herb Chieri na fasadzie od strony ulicy.
Łuk stanowi symbol miasta i jest pierwszym przykładem zastosowania architektury wczesnego baroku w Chieri.

## Galeria

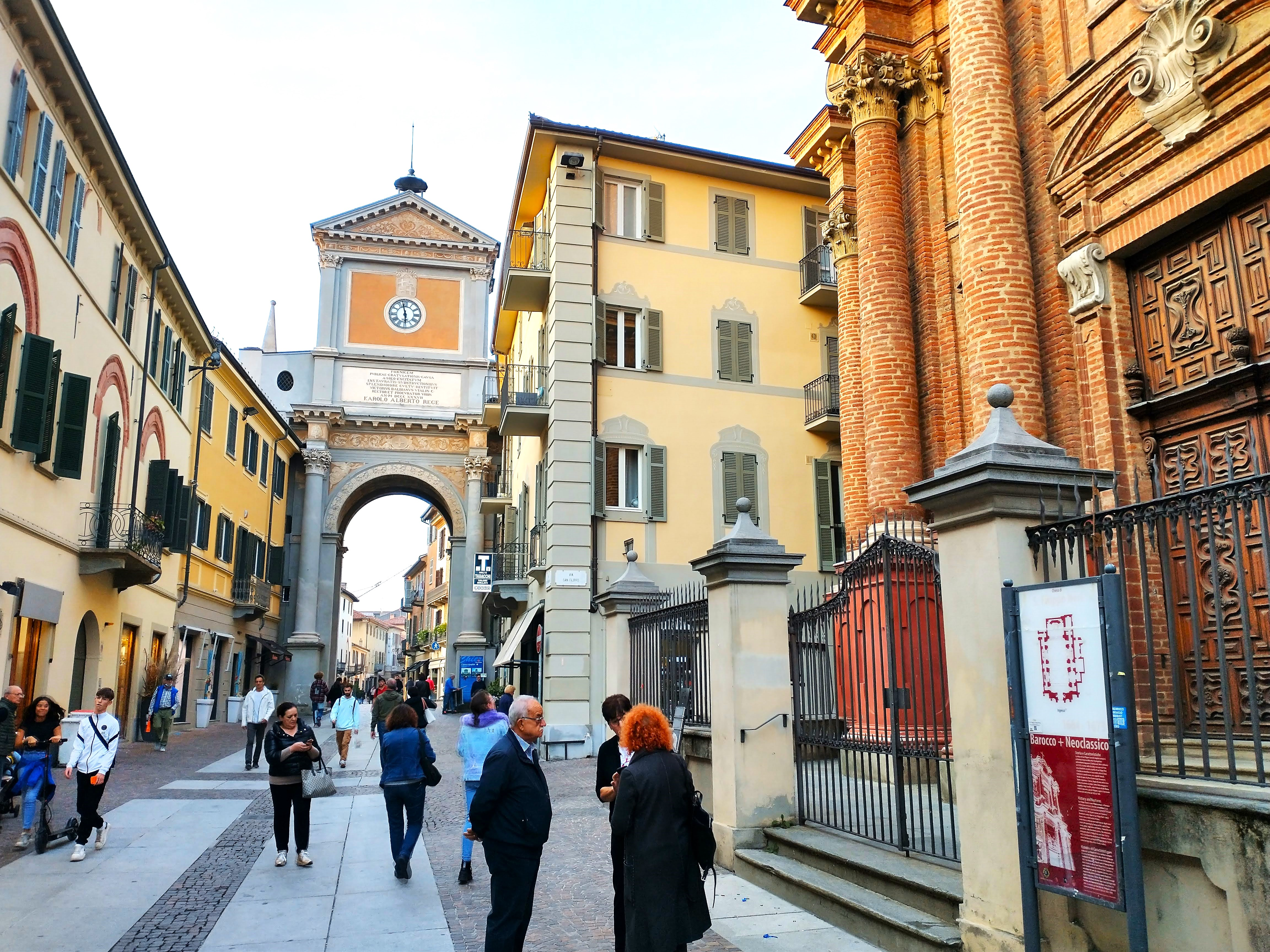
Widok od Via Vittorio Emanuele II (po prawej kościół Niepokalanego Poczęcia NMP)
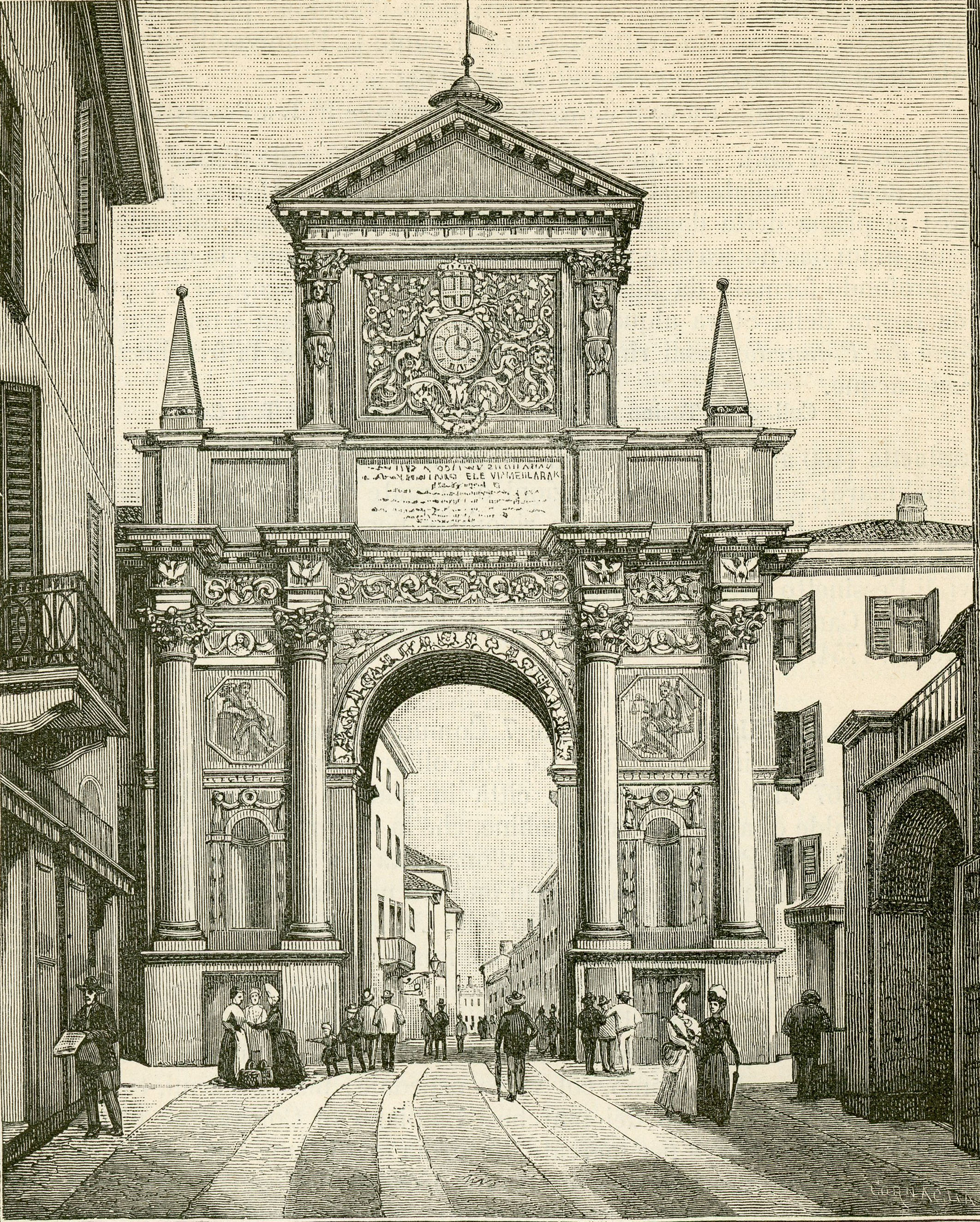
Widok z 1890